# یالکا
یالکا شهری در شهرستان کونگوسی در استان بام در بورکینافاسوی شمالی است و جمعیت آن ۷۴۸ نفر است.